# Зонтов Олег В'ячеславович
Оле́г Вячесла́вович Зонто́в (нар. 14 жовтня 1967) — український громадський діяч. У 2014—2015 рр. секретар Слов'янської міської ради, в. о. міського голови Слов'янська.

## Біографія
Народився в сім'ї робітника і службовця у м. Краматорськ, Донецька область.
Після закінчення середньої школи та служби у Збройних Силах (1985—1987 рр.) пішов працювати на ВО «Новокраматорський машинобудівний завод» у гарячий цех, обрубувачем.
Після 1991 року — у Слов'янську і Слов'янському районі. Працював вихователем, старшим вихователем і психологом в оздоровчих центрах Святогірська, в тому числі з 1995 по 2004 роки — у Центрі соціальної реабілітації дітей-сиріт «Смарагдове місто».
У 2001 році закінчив Слов'янський державний педагогічний інститут за спеціальністю практичний психолог, а 2008 року вступив до аспірантури Інституту психології імені Г. С. Костюка НАПН України. Веде науково-дослідну роботу та приватну практику, закінчив навчання 2012 року.
З 2015 по 2018 рік навчався в Національній академії державного управління при Президентові України, здобув магістерський ступінь із державного управління.
У 2022 році закінчив Національну академію внутрішніх справ з освітньо-професійної програми «Керівники та професіонали в галузі права та правоохоронної діяльності» (кваліфікація — магістр, спеціальність — право).
Член Національної спілки журналістів України, голова Слов'янської міської організації НСЖУ (2012—2016 рр.). З самого початку появи незалежних ЗМІ в 1990-ті роки працював у газетах «Технополіс», «Східний проект».
З 2004 до 2014 року засновник, видавець, головний редактор регіональних видань «Газета оголошень», «Слов'янські відомості», «Екран Слов'янська».
З 2008 по 2010 був співголовою Громадської ради Слов'янська. У 2010 році обраний депутатом Слов'янської міської ради.
У серпні — жовтні 2014 року — солдат 92-ї ОМБ ЗСУ.
17 жовтня 2014 року був обраний секретарем Слов'янської міської ради, з 12 листопада 2014 року по листопад 2015 року — виконувач обов'язків міського голови Слов'янська.
2016—2018 роки працює у громадському секторі — керівник ГО «Наш дім — Слов'янськ», заступник голови Громадської ради при Донецькій облдержадміністрації.
З листопада 2018 по липень 2021-го — генеральний директор ТОВ Студія «Місто» (телеканал «Центральний» м. Полтава).
З серпня 2021 року начальник управління комунікацій ТОВ «Бі Джі Ві Груп Менеджмент» (м. Київ).
З 26 лютого 2022 року у Збройних Силах України.

## Сім'я
Одружений, має доньку.